# Montgiscard
Montgiscard (em occitano:  Montgiscard) é uma comuna francesa na região administrativa da Occitânia, no departamento do Alto Garona. Estende-se por uma área de 13.16 km², com 2.536 habitantes, segundo o censo de 2018, com uma densidade de 190 hab/km².